# Lac Lamb
Lac Lamb är en sjö i Kanada.   Den ligger i regionen Outaouais och provinsen Québec, i den sydöstra delen av landet, 170 km nordväst om huvudstaden Ottawa. Lac Lamb ligger 263 meter över havet. Arean är 6,5 kvadratkilometer. Den sträcker sig 4,7 kilometer i nord-sydlig riktning, och 4,4 kilometer i öst-västlig riktning.
I omgivningarna runt Lac Lamb växer i huvudsak blandskog. Trakten runt Lac Lamb är nära nog obefolkad, med mindre än två invånare per kvadratkilometer.